# Глобовка
Глобовка (укр. Глобівка) — село,
Милорадовский сельский совет,
Котелевский район,
Полтавская область,
Украина.
Код КОАТУУ — 5322283003. Население по переписи 2001 года составляло 181 человек.

## Географическое положение
Село Глобовка находится на левом берегу пересыхающей реки Ковжижа,
выше по течению на расстоянии в 1 км расположено село Милорадово,
на расстоянии в 0,5 км расположено село Касьяны, в 1-м км — сёла Зайцы-Вторые и Терещенки.
Рядом проходит автомобильная дорога Т-1707.

## История
Село указано на трехверстовке Полтавской области. Военно-топографическая карта.1869 года как хутор Глобы

## Экономика
- Птице-товарная ферма.